# Начкебия, Георгий Поликарпович
Георгий Поликарпович Начкебия (1917 год, село Орсантиа, Зугдидский уезд, Кутаисская губерния — неизвестно, село Орсантиа, Зугдидский район, Грузинская ССР) — звеньевой колхоза имени Гегечкори Загдидского района, Грузинская ССР. Герой Социалистического Труда (1949).

## Биография
Родился в 1917 году в крестьянской семье в селе Орсантиа Зугдидского уезда. После окончания местной сельской школы трудился в местном колхозе до призыва в Красную Армию. Участвовал в Великой Отечественной войне. Воевал в составе 24-го артиллерийского полка. После демобилизации возвратился в родное село, где трудился звеньевым полеводческого звена в колхозе имени Гегечкори Зугдидского района.
В 1948 году звено под его руководством собрало в среднем с каждого гектара по 89,3 центнеров кукурузы на участке площадью 10 гектаров. Указом Президиума Верховного Совета СССР от 3 мая 1949 года удостоен звания Героя Социалистического Труда за «получение высоких урожаев кукурузы и табака в 1948 году» с вручением ордена Ленина и золотой медали «Серп и Молот» (№ 3537).
Этим же указом званием Героя Социалистического Труда была награждена труженица колхоза имени Гегечкори звеньевая Татьяна Ионовна Хухуа.
После выхода на пенсию проживал в родном селе Орсантиа Зугдидского района. Дата смерти не установлена (после 1985 года).
Награды
- Герой Социалистического Труда
- Орден Ленина
- Орден Отечественной войны 2 степени (11.03.1985)
- Медаль «За отвагу» (26.07.1943)